# Jan Volker Wirth

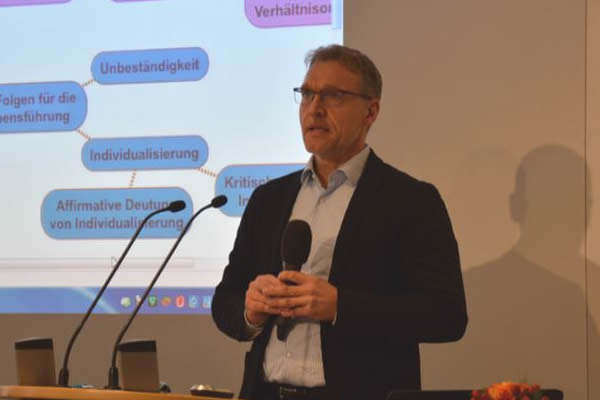
Jan Volker Wirth (2015)

Jan Volker Wirth (* 1967 in Ost-Berlin) ist ein deutscher Sozialarbeitswissenschaftler, systemisch Lehrender und Team- und Praxisberater.

## Leben
Wirth wuchs mit drei Geschwistern in der DDR in Ost-Berlin auf, ging in Berlin-Mitte zur Schule und erlernte zunächst den Beruf des Kfz-Mechanikers. Nach einigen Jahren in der vorberuflichen Kinder- und Jugendarbeit (1999–2002) in Berlin-Weißensee studierte Wirth Soziale Arbeit an der Alice Salomon Hochschule Berlin. Nach dem vorfristigen Abschluss 2005 als Diplom-Sozialarbeiter studierte er im Postgraduierten-Studium Soziologie an der FU Berlin und der PH Freiburg, an der er bei Albert Scherr im Jahre 2013 zum Dr. phil. im Fach Soziologie mit Auszeichnung promoviert wurde. Im Jahr 2019 wurde er in Hessen zum Professor an der privaten, staatlich anerkannten Hochschule DIPLOMA berufen.
Jan V. Wirth war von 2009 bis 2011 stellvertretender Vorstandsvorsitzender der Deutschen Gesellschaft für Systemische Soziale Arbeit und Mitherausgeber des Hefts 1 des Journals Systemische Soziale Arbeit. Von 2014 bis 2019 war Wirth Mitglied des Editorteams des International Journal of Social Work. Seit 2019 ist Wirth Mitglied des wissenschaftlichen Beirates im größten systemischen Fachverlag Carl-Auer-Verlag.

## Forschung und Lehre
Wirth entwickelte eine systemische „Theorie der Lebensführung“ für Soziale Arbeit. Der Perspektivenwechsel von Lebensbewältigung auf Lebensführung ermögliche „einen proaktiven Blick auf Lebensgestaltung, auf das Sichtbarmachen von Bedingungen, die nicht isoliert auf individuelle, sondern eben auch auf gesellschaftliche Probleme von Lebensführung rückführbar werden.“ Mithilfe der Gegenstandsbestimmung „Lebensführung“  als Ambivalenz erzeugende Verschränkung von Inklusions- und Exklusions-Arrangements gelingt es Wirth, nicht nur zeitliche und räumliche, sondern auch die sinnhaften (Un)-Vereinbarkeiten in der Lebensgestaltung von Familien und Individuen praxisnah zu problematisieren.
Wirth hat seine disziplin- und professionstheoretischen Untersuchungen besonders in den drei Publikationen Die Lebensführung der Gesellschaft. Grundriss einer allgemeinen Theorie (2015), Die Ermöglichungsprofession. 69 Leuchtfeuer für systemisches Arbeiten (2019, mit Kleve) und Von der gespaltenen zur verbundenen Lebensführung (2020) dargelegt.
Wirth erhielt über 100 Lehraufträge und 5 Verpflichtungen als vertretender Professor in Wissenschaft, Theorie und Methoden Sozialer Arbeit seit 2005 an 20 verschiedenen Berufsakademien, Fachhochschulen, Hochschulen und Universitäten (Universitäten von Cottbus, Vechta, Bielefeld, Kraków und Krems) in Deutschland, Österreich, Schweiz und Polen.
Im Studiengang „Psychosoziale Beratung in Sozialer Arbeit“ (Master of Arts) war er von 2018 bis 2020 an der Diploma Hochschule als Studiendekan tätig. Im Jahr 2021 war er als Professor für Soziale Arbeit an der AKAD University, Stuttgart, tätig. Die Ruferteilung an die AKAD University lehnte er ab. Das Stellenangebot der Hamburger Fernhochschule, bei ihr ab 2022 als Professor tätig zu sein, nahm er nicht an.

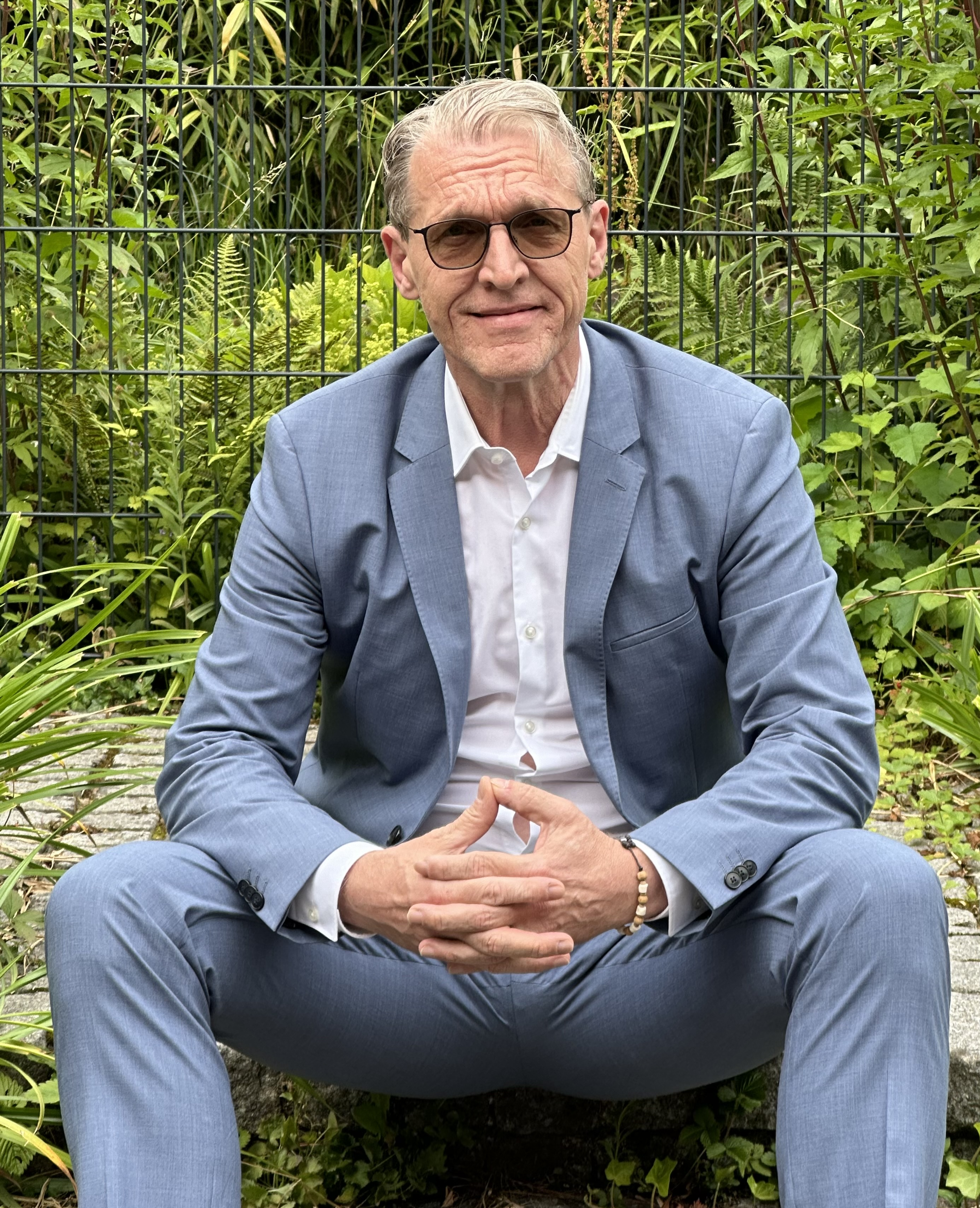
Jan Volker Wirth (2024)

Von 2021 bis 2024 arbeitete er im Jugendamt einer nordrhein-westfälischen Stadt als Kinderschutzfachkraft. Wirth ist weiterhin tätig als Berufsbetreuer nach dem Betreuungsgesetz sowie als Verfahrensbeistand gemäß Gesetz über das Verfahren in Familiensachen und in den Angelegenheiten der freiwilligen Gerichtsbarkeit (FamFG).
Seit 2024 ist Wirth von der Hochschule Rhein-Main, Wiesbaden mit der Vertretung der Professur mit der Denomination „Arbeitsfelder und Arbeitsweisen der Sozialen Arbeit“ beauftragt.

## Veröffentlichungen (chronologische Auswahl)
- Helfen in der Moderne und Postmoderne. Fragmente einer Topographie des Helfens. Carl‐Auer‐Verlag, Heidelberg 2005, Monografie, ISBN 978-3-89670-349-1.
- Die Praxis der Sozialarbeitswissenschaft. Hrsg. mit Heiko Kleve, Schneider, Hohengehren 2009, ISBN 978-3-8340-0644-8.
- Lexikon des systemischen Arbeitens. Grundbegriffe der systemischen Praxis, Methodik und Theorie. Anthologie, hrsg. mit Heiko Kleve, Carl-Auer, Heidelberg 2012, ISBN 978-3-89670-827-4, 2. Auflage 2022.
- Die Lebensführung der Gesellschaft. Grundriss einer allgemeinen Theorie. Monografie, Springer, Heidelberg 2014, ISBN 978-3-658-07706-8.
- Mehrperspektivisches Arbeiten. Anthologie, hrsg. mit Annemarie Jost. Kohlhammer, Stuttgart 2017, ISBN 978-3-17-032097-0.
- Die Ermöglichungsprofession. Monografie, mit Heiko Kleve, Carl-Auer, Heidelberg, 2019, ISBN 978-3-8497-0309-7.
- Von der gespaltenen zur verbundenen Lebensführung. Monografie, mit Heiko Kleve, Vandenhoeck & Ruprecht, Göttingen 2020, ISBN 978-3-525-40681-6.
- In Trouble – Ein Tag im Leben von Sozialarbeiter*innen in 44 Handlungsfeldern, Anthologie, hrsg. mit Birgit Wartenpfuhl, Beltz-Juventa, 2021, ISBN 978-3-7799-6330-1., 2. Auflage, 2025.
- Soziale Arbeit – ihre Theorien und Methoden – 75 Karten für Praxis, Studium und Professionalisierung, mit Helmut Lambers, Beltz-Juventa, 2022.
- Lexikon des systemischen Arbeitens. Grundbegriffe der systemischen Praxis, Methodik und Theorie. Anthologie, hrsg. mit Heiko Kleve, Carl-Auer, Heidelberg 2023, 2., stark erweiterte Auflage, ISBN 978-3-8497-0438-4.
- Sozialarbeiter*innen und ihr professioneller Alltag. Theorien, Konzepte, Methoden und Recht in der Praxis, hrsg. von J Wirth, Beltz-Juventa, Weinheim, 2023, ISBN 978-3-7799-6651-7